# Рачис
Рачис (другачије Радич, Радик или Радикс) је био Војвода Фрулија (739–744.) и краљ Ломбарда (744—749.). Његов отац је био Пемо од Фрулија. Његова жена Римљанка се звала Тазија. Владао је мирно све док није започео опсаду Перуђе из непознатих разлога. Папа Захарије га је убедио да заустави опсаду, да се одрекне престола и, заједно са својом породицом, оде у манастир Монте Казино. После смрти Аистулфа 756. покушао је још једном да ступи на престо, али га је поразио Дезидерије и затворио га је у манастир.